# جردن‌تاون (تگزاس)
جردن‌تاون، تگزاس(به انگلیسی: Jourdanton, Texas) شهری در ایالت تگزاس از ایالات جنوبی ایالات متحده آمریکا است. در سرشماری سال ۲۰۰۰، جمعیت این شهر ۳۷۳۲ نفر اعلام شد.

## نگارخانه

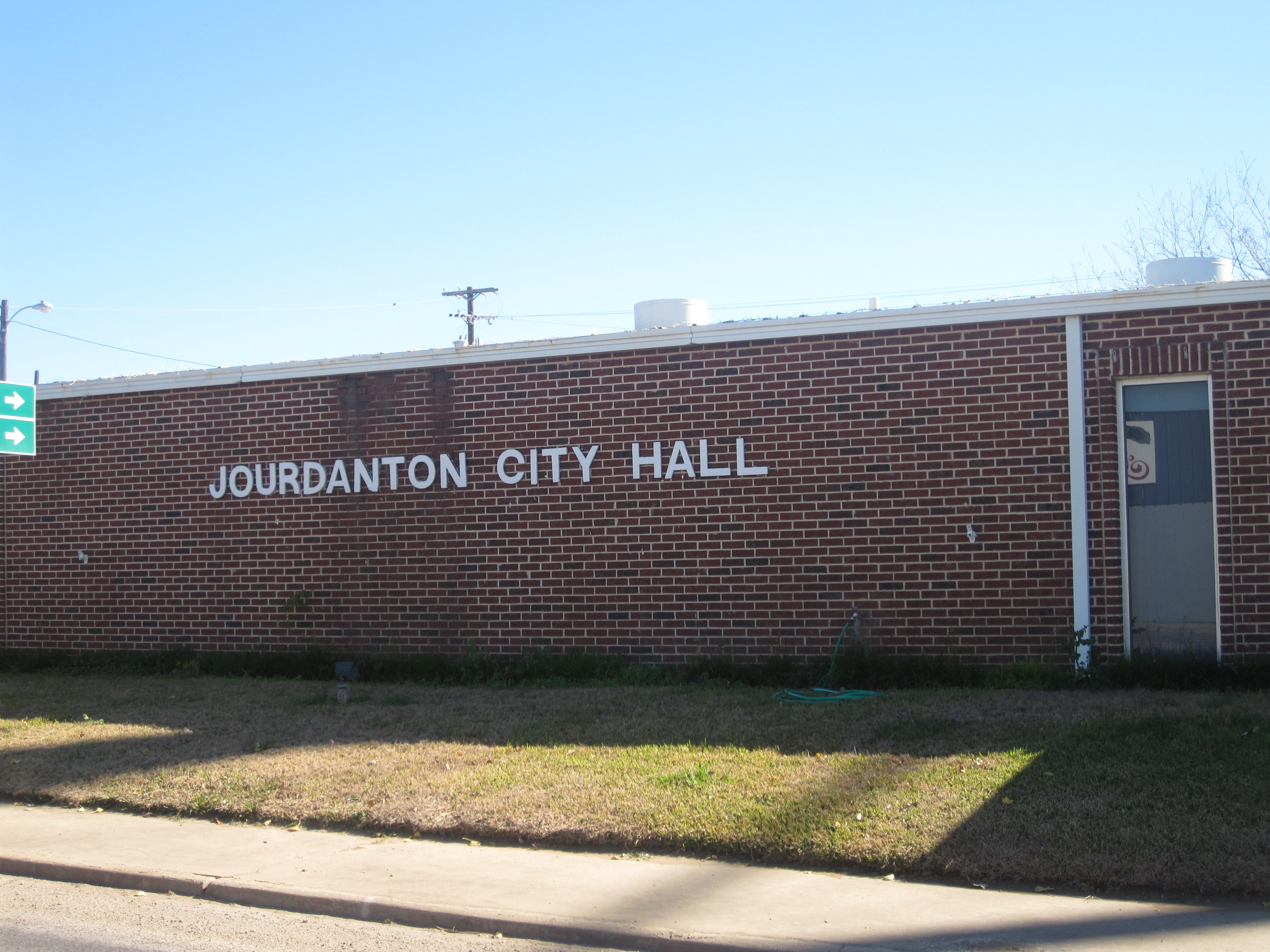
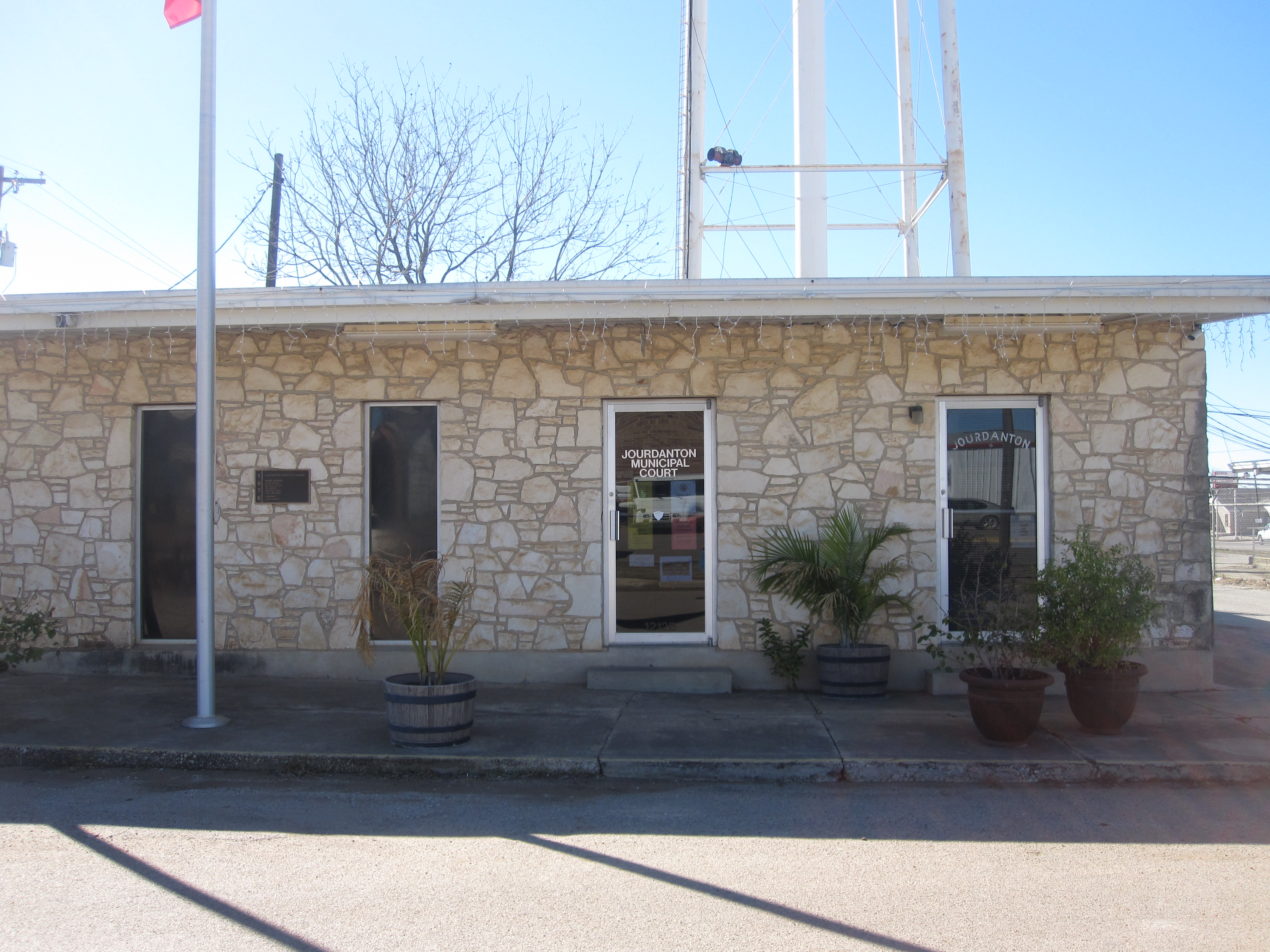
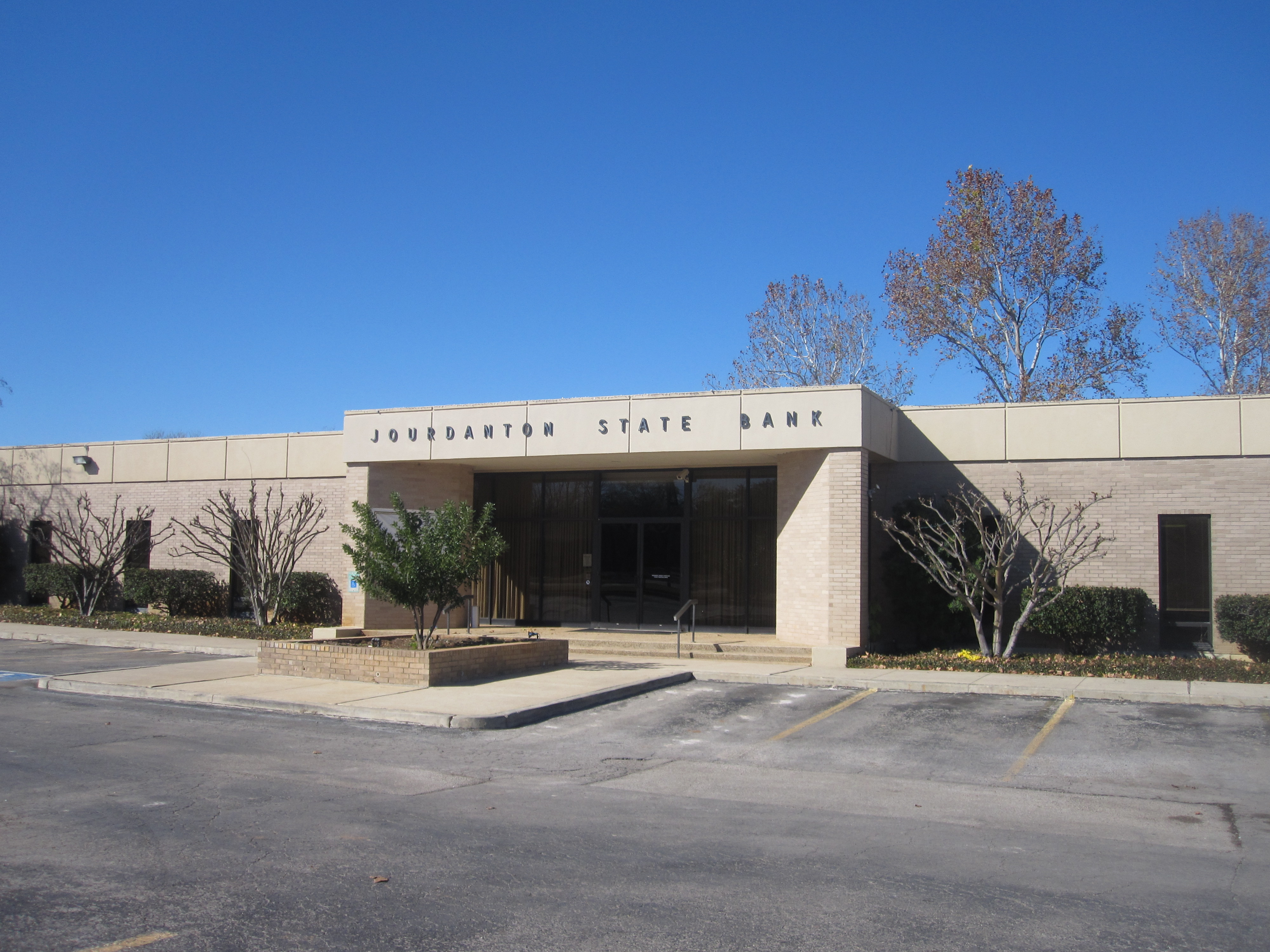
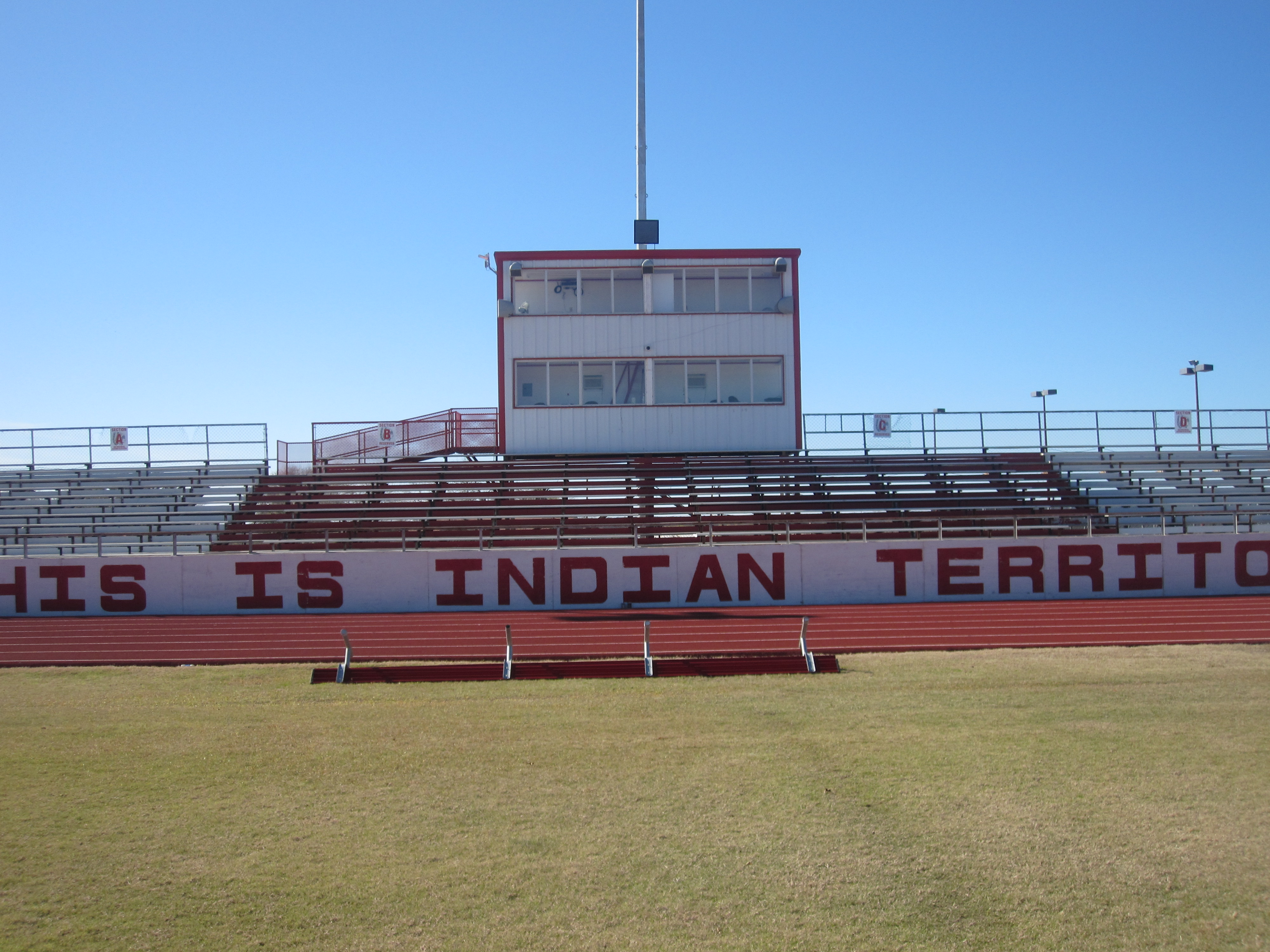
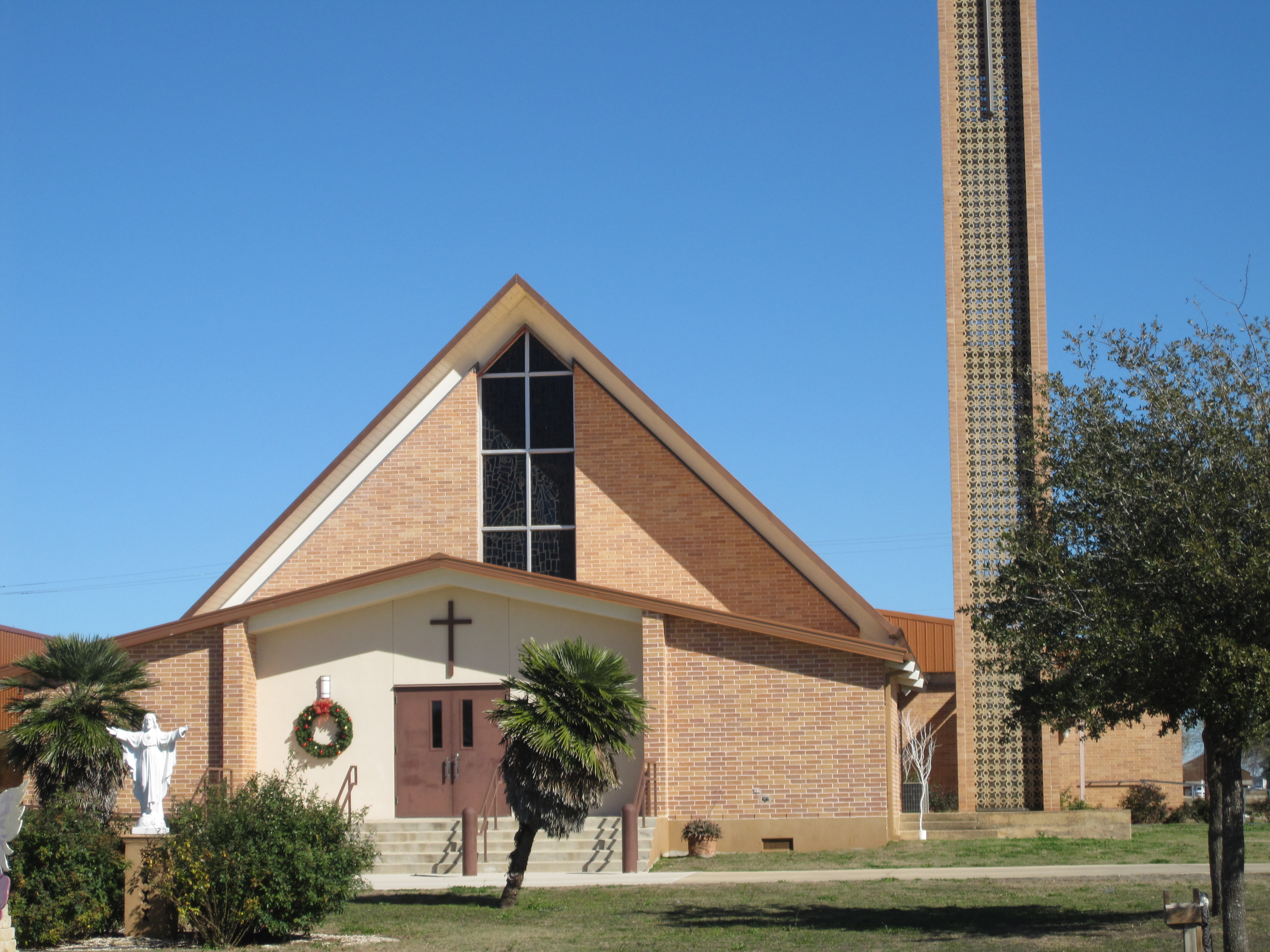
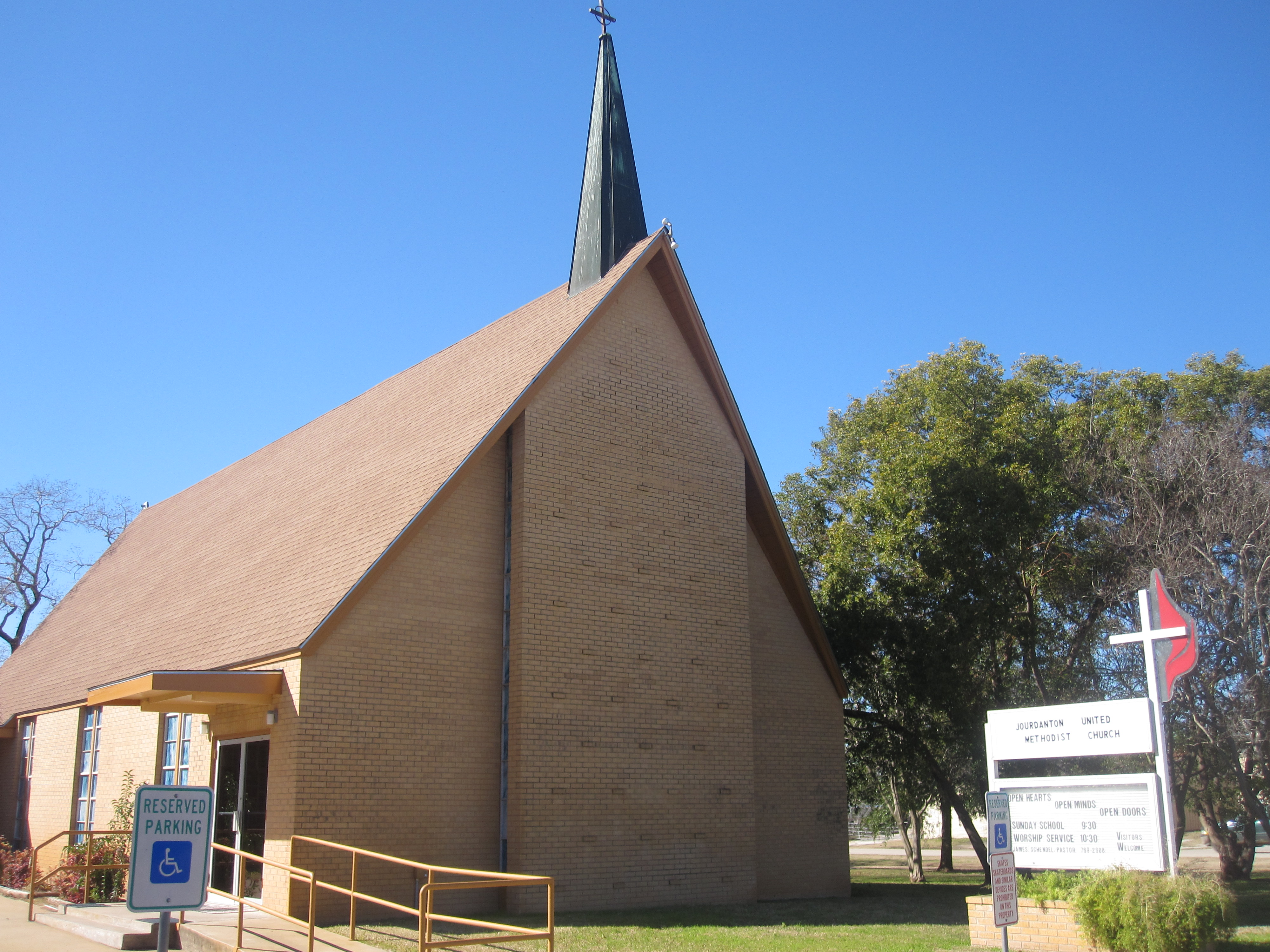
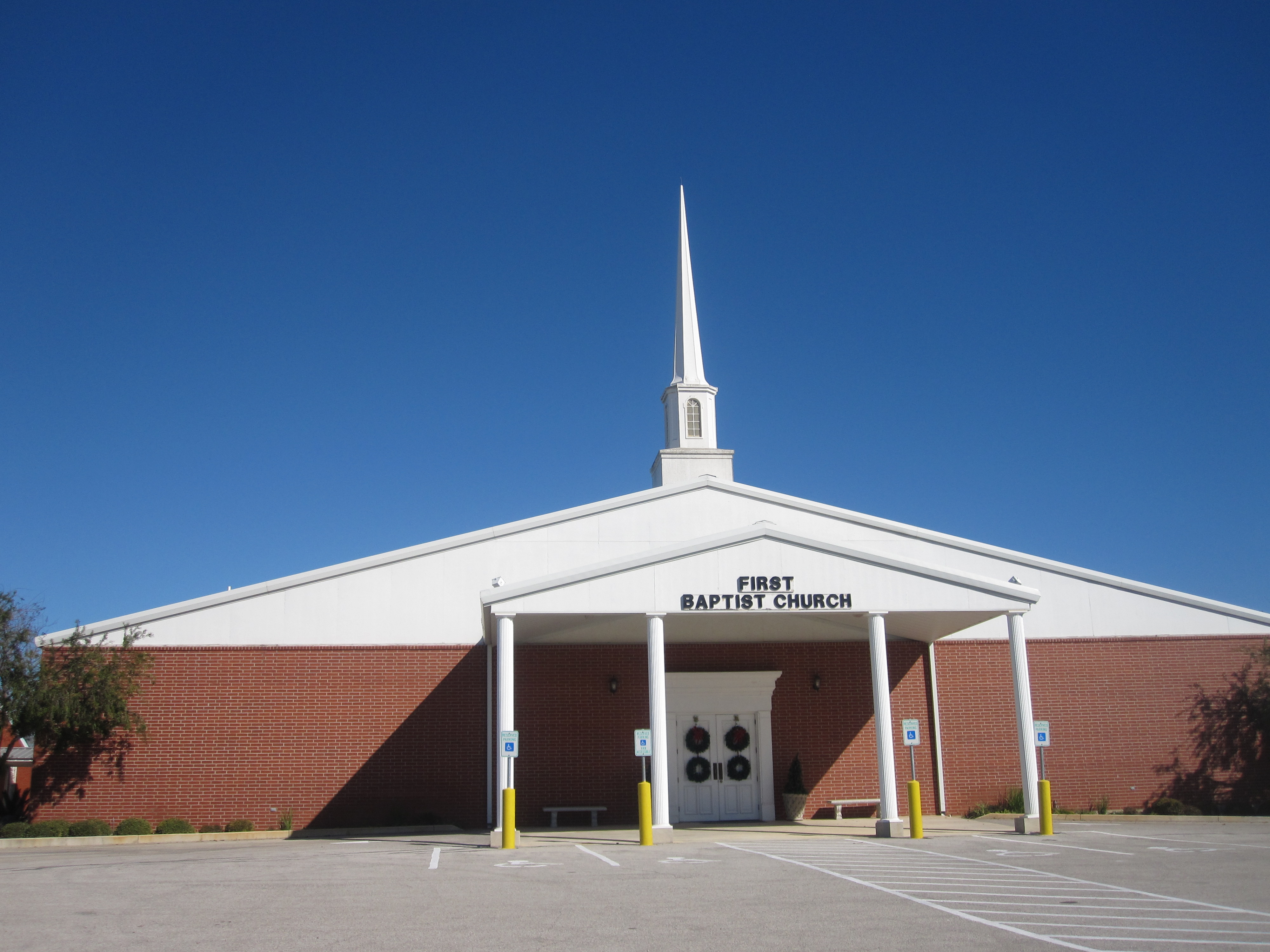
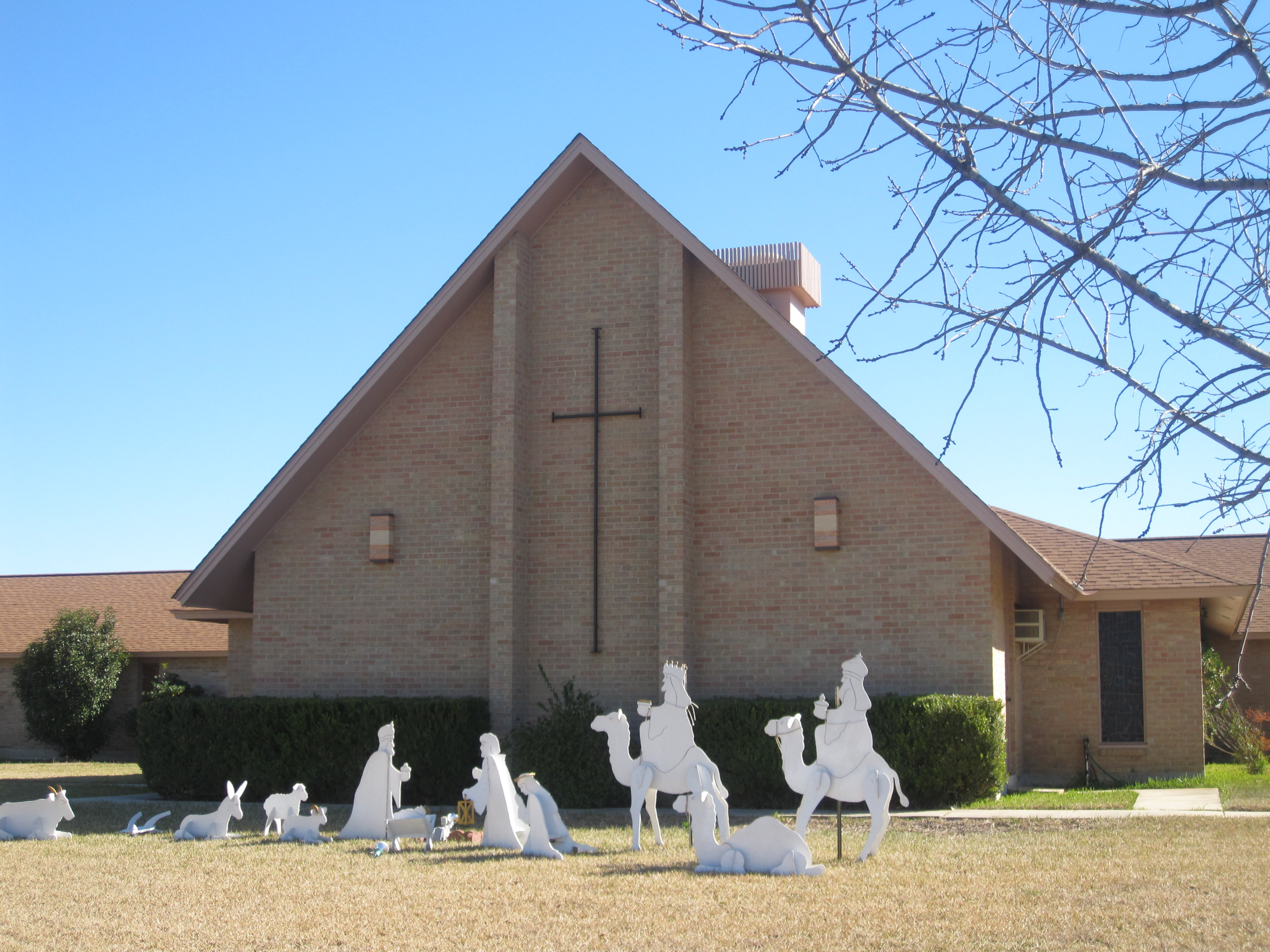

## جستارهای ویژه
- فهرست شهرهای تگزاس